# José María Sierra
José María Sierra Sierra (Girardota, 18 de diciembre de 1846-Medellín, 7 de marzo de 1921) conocido como Pepe Sierra, fue un negociante, prestamista, empresario y hacendado colombiano.
Es considerado por varios analistas como el hombre más rico de Colombia en el siglo XIX y principios del XX, y uno de los más ricos de la historia del país, si se indexa su fortuna a valores actuales. Su riqueza era tal que fue el mayor prestamista del estado colombiano, y llegó a tener entre sus clientes a todos los presidentes de Colombia desde Rafael Núñez hasta Carlos E. Restrepo.
Se afirma que era muchísimo más rico que el gobierno de su época. Es frecuentemente citado como un prototipo del comerciante antioqueño, región de donde son originarias grandes industrias colombianas de la actualidad.

## Biografía
José María Sierra Sierra nació en Girardota-sur, población al norte de la ciudad de Medellín, el 18 de diciembre de 1843, en la República de Nueva Granada.
No tuvo una buena educación básica, pero según su nieto y biógrafo, Bernardo Jaramillo Sierra, inició la acumulación de fortuna en la juventud, trabajando en el campo en la cría de ganado, siembra de caña y fabricación de panela. Luego, la consolidó en la madurez con el remate de las rentas y finalmente la invirtió en bienes raíces.
A los catorce años tuvo su primera parcela en el departamento de Caldas, la cual araba de día y en las noches de luna. Simultáneamente, trabajaba como arriero y transportaba y vendía la panela que producía y aprovechaba para traer la papa que cultivaban otros agricultores. Fue el más hábil de sus hermanos en sus actividades comerciales, por lo que su riqueza empezó a florecer.
A los veintiocho tenía en su haber muchas haciendas que se extendían entre Itagüí y Barbosa (Antioquia), además del control de los precios de la panela y de la vara de tierra en el Valle de Aburrá. En 1886 pasó a residir en Medellín. Allí fundó varias sociedades como "La Cuarta Compañía", dedicada a la cría de ganado y a la siembra de extensos cañaverales para abastecer de melaza a sus fábricas de aguardiente, ya prósperas en todo el departamento.

### Periodo bogotano

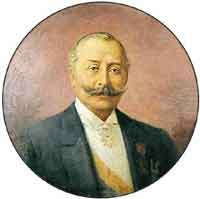
General Reyes, su consuegro y cliente.

El primer viaje a Bogotá lo realizó en 1888. Fue el principio de una residencia de 26 años en la capital del país, donde se inició como apostador y criador de gallos de pelea en los bajos fondos de la ciudad, desplazándose después a las zonas bancarias y de residencia de personas opulentas. Hizo casar a su hija Clara Sierra Cadavid con un hijo del expresidente colombiano Rafael Reyes Prieto, lo que llevó a visitar con frecuencia el Palacio de San Carlos. Rápidamente se convenció de ser el único capaz de sacar de apuros a los gobiernos empobrecidos de su época. Los presidentes Rafael Núñez Moledo, Miguel Antonio Caro Tobar, Carlos Holguín Mallarino, Jorge Holguín Mallarino, José Manuel Marroquín Ricaurte, Rafael Reyes Prieto, Ramón González Valencia y Carlos Eugenio Restrepo Restrepo estuvieron en su lista de clientes.
Inició sus negocios en Bogotá con el remate de la renta del beneficio de ganado y el cuero proveniente de Cundinamarca, pero luego se sintió con derecho de monopolizar las rentas. Sierra aprovechó la coyuntura económica de su época, caracterizada por la permanente crisis que al fisco nacional produjeron las rebeliones internas. Durante la época del movimiento denominado Regeneración, el problema se agudizó. El entonces presidente, Rafael Núñez intentó solventar las finanzas públicas a través de la reactivación del remate y monopolios estatales, de abundante emisión de papel moneda de curso forzoso y de la colocación de bonos y libranzas en el mercado.
Los denominados remates eran el medio para procurarse anticipos de individuos particulares. Estos generalmente eran muy solventes, dado que se les exigían garantías económicas (hipotecas, fianzas, depósitos monetarios anticipados) a cambio del privilegio de gozar de las seguras utilidades producidas por tales monopolios. Rápidamente José María Sierra se convirtió en el más fuerte rematador y prestamista a nivel nacional, con base en un simple sistema administrativo de negocios, pero con una intrincada red de agentes diseminada por todo el país, encargados de negociar la adjudicación de las rentas.
Extendió el negocio de la fabricación del aguardiente al Valle del Cauca junto con su primo Apolinar Sierra Sierra. En la hacienda San José de Palmira y en otras de Cali y Yumbo, creó uno de los imperios agroindustriales de la región. También en el Cauca remató la hacienda "Salento" y otros bienes del empresario italiano Ernesto Cerruti, puestos en subasta por el gobierno de Popayán, lo que dio origen al denominado "Conflicto Cerruti" durante la década de 1880 a 1890, y que trajo como consecuencia el bloqueo de la costa norte colombiana por parte de la armada de Italia y una fuerte multa para resarcir los perjuicios al mencionado empresario.
En 1900 adquiere la hacienda Casablanca del escritor José María Vergara y Vergara en Madrid, Cundinamarca. Hacienda colonial construida por el encomendero Antonio de Vergara Azcárate en los 1600s, casa que perteneció a la familia Vergara por más de 215 años. Allí vivieron él, su esposa Zoraida Cadavid de Sierra y sus 13 hijos. La hacienda existe actualmente y es propiedad de los herederos de Sierra. Él y su señora Zoraida Cadavid dejaron un importante legado en el municipio, como el Instituto Zoraida Cadavid de Sierra y la Casa estudiantil Guillermo Gómez Sierra, fundada por el nieto de nombre homónimo.
Considerado posteriormente el hombre más rico de Colombia, vivía de manera austera, cosa que no cambió al acceder a las altas esferas bogotanas, y no aumentó los gastos de representación social de su familia. Sierra también fue empresario financista de la última etapa de la construcción de ferrocarriles en Colombia. A él se debió la terminación del Ferrocarril de Amagá y parte del Ferrocarril del Pacífico, en el cual fue socio de Nemesio Camacho y de su amigo Félix Salazar.   Se inició como banquero estableciendo el "Banco de Sucre" y el "Banco Central", además de la Compañía del Hielo en Panamá. Sin embargo, fracasó en estos empeños empresariales.
En la biografía sobre su abuelo, el escritor Bernardo Jaramillo afirmó que los negocios de su pariente serían vistos hoy como irregulares, aunque fue el débil sistema económico colombiano lo que dejó al Estado en manos de prestamistas como única forma de garantizar su funcionamiento. Entonces no existía el régimen cambiario, ni un banco emisor de moneda pero había graves problemas como una alta tasa de cambio entre el diezmil y el quincemil por ciento y fuerte inestabilidad política.

### Regreso a Antioquia

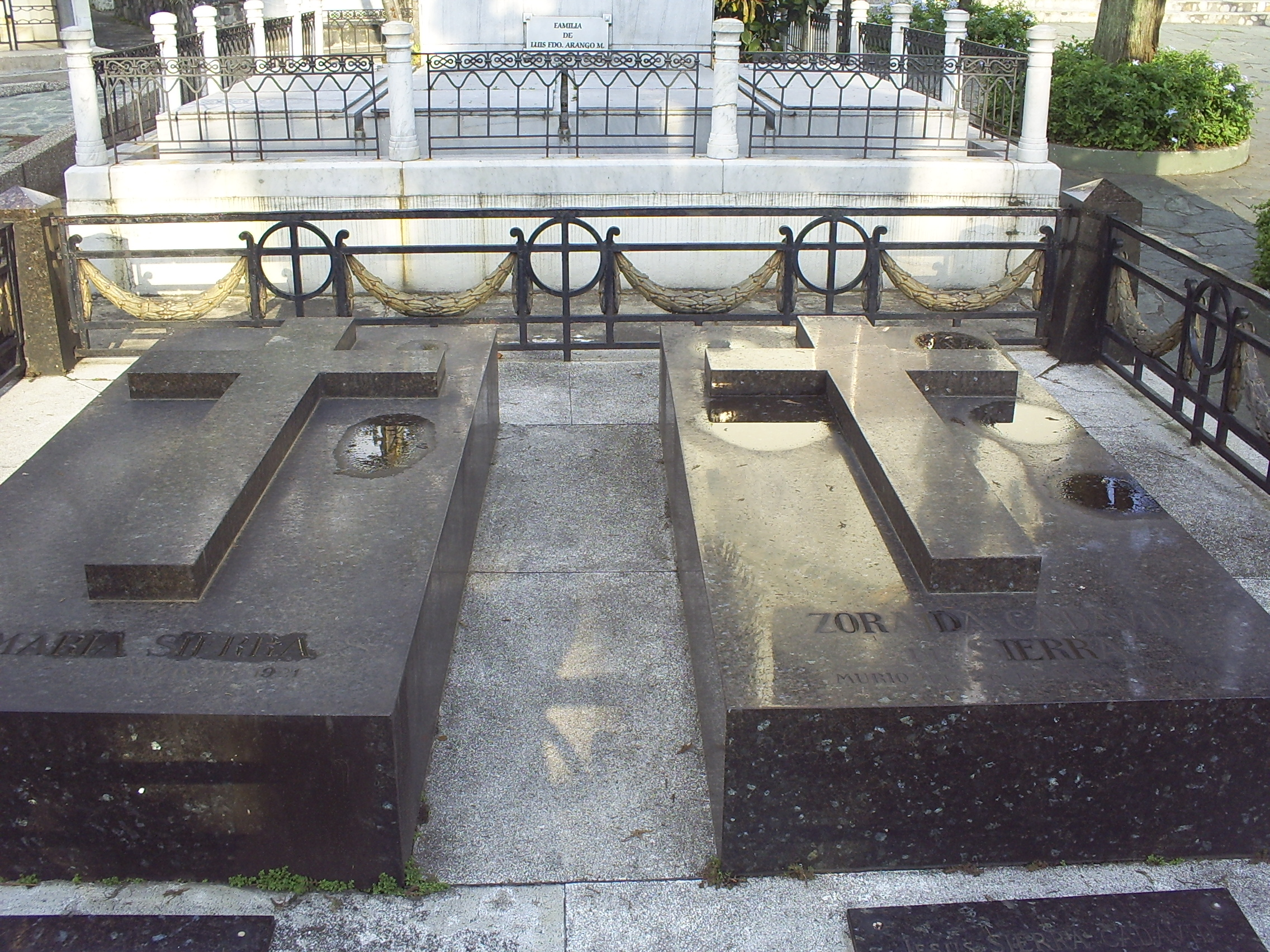
Mausoleo de José María Sierra en el Museo Cementerio San Pedro.

Al final de sus días, fue atacado por crisis nerviosas y arterioesclerosis, acompañadas de crónico desinterés por los negocios. La familia empeoró la situación ya que derrochaba el dinero en el continente europeo, sin prestar atención a la administración de las fincas, en muchas de las cuales se construyeron lujosos palacetes, como el del Chicó, al norte de Bogotá, convertido hoy en museo.
Pepe Sierra murió en 1921 en su casa de la plazuela de San Ignacio de Medellín.

## Familia

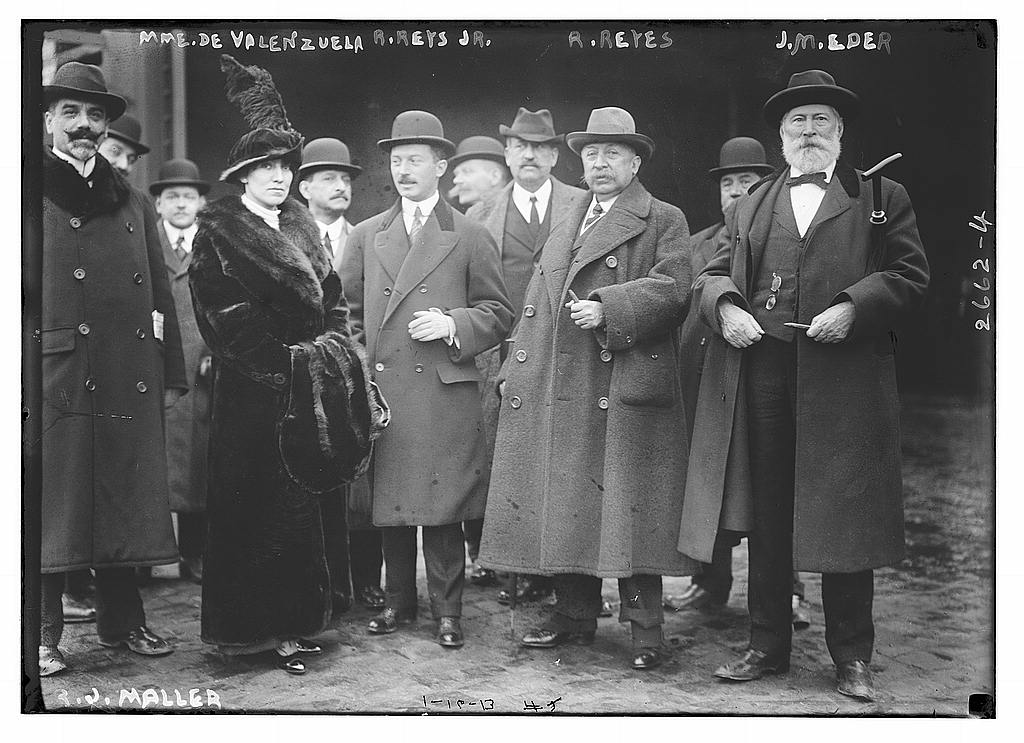
El consuegro de Sierra junto a dos de sus hijos y el empresario James Martín Eder. Foto de 1913.

José María Sierra nació en el seno de una familia campesina, siendo el hijo de Evaristo Sierra Gaviria y Gabriela Sierra Cadavid y tenía 12 hermanos. Sus padres eran parientes cercanos, lo que explica que varios miembros de la familia tuvieran problemas mentales.
José María Sierra contrajo matrimonio con su prima Zoraida Cadavid Cadavid, con quien tuvo a sus cuatro hijosː María, Isabel, Clara y Aníbal Sierra Cadavid. Se sabe que tuvo otros hijos pero no los reconoció.
Su tercera hija, Clara, se casó con Enrique Reyes Angulo, hijo del militar y político conservador Rafael Reyes Prieto, y de su esposa Sofía de Angulo Lemos, lo que convierte a Don Pepe Sierra y al general Reyes en consuegros. De hecho fue ese matrimonio un sello de la amistad entre Reyes y Sierra, lo que se vio evidenciado en el apoyo del empresario al gobierno de general Reyes.